# Jonna Adlerteg
Jonna Eva-Maj Adlerteg (Västerås, 6 de junio de 1995) es una deportista sueca que compite en gimnasia artística, especialista en las barras asimétricas. Ganó dos medallas de plata en el Campeonato Europeo de Gimnasia Artística, en los años 2013 y 2018.

## Palmarés internacional
| Campeonato Europeo | Campeonato Europeo    | Campeonato Europeo | Campeonato Europeo |
| Año                | Lugar                 | Medalla            | Prueba             |
| ------------------ | --------------------- | ------------------ | ------------------ |
| 2013               | Moscú (Rusia)         | Medalla de plata   | Barras asimétricas |
| 2018               | Glasgow (Reino Unido) | Medalla de plata   | Barras asimétricas |